# София Доротея фон Насау-Саарбрюкен
София Йохана Доротея фон Насау-Саарбрюкен (на немски: Sofia Johanna Dorothea von Nassau-Saarbrücken; * 14 юли 1670, Саарбрюкен; † 21 юни 1748, Грумбах) е графиня от Насау-Саарбрюкен и чрез женитба графиня на Залм и вилд – и Рейн графиня в Грумбах (1720 – 1727).

## Живот
Тя е дъщеря на граф Густав Адолф фон Насау-Саарбрюкен (1632 – 1677) и съпругата му графиния Елеанора Клара фон Хоенлое-Нойенщайн (1632 – 1709), дъщеря на граф Крафт VII (III) фон Хоенлое-Нойенщайн-Вайкерсхайм (1582 – 1641) и съпругата му пфалцграфиня София фон Цвайбрюкен-Биркенфелд (1593 – 1676).
София Доротея се омъжва на 13 юли 1720 г. в Саарбрюкен (или в Грумбах) за Карл Лудвиг Филип фон Залм-Грумбах (* 1678, Грумбах; † 1 юни 1727), граф на Залм и вилд – и Рейнграф в Грумбах. Тя е втората му съпруга. Те нямат деца.
Между 1719 и 1724 г. дворецът Грумбах е разширен и се създава увеселителна градина. Карл Лудвиг Филип умира на 1 юни 1727 г. на 49 години в Грумбах и е погребан в Зулцбах. София Доротея умира на 21 юни 1748 г. в Грумбах на 77 години и е погребана в Зулцбах.